# Lista över justitieombudsmän i Finland
Detta är en lista över ordinarie och biträdande justitieombudsmän i Finland.

## Justitieombudsmän
- Erik Alopaeus 1920
- Karl Holma 1921–1922
- Hugo Lilius 1923–1925, 1930–1931
- Yrjö Puhakka 1925–1928
- Johan Otto Söderhjelm 1929–1930
- Esko Hakkila 1932–1945
- Reino Kuuskoski 1946–1947
- Mauno Laisaari 1947–1951
- Paavo Kastari 1952–1956
- Marjos Rapola 1956–1961
- Risto Leskinen 1962–1970
- Kaarlo Ståhlberg 1970–1973
- Jorma S. Aalto 1974–1986
- Olavi Heinonen 1986–1989
- Jacob Söderman 1989–1995
- Lauri Lehtimaja 1995–2001
- Riitta-Leena Paunio 2002–2009
- Petri Jääskeläinen 2010–

## Biträdande justitieombudsmän
- Aapo Lehtovirta 1972–1979
- Klas Ivars 1980–1987
- Pirkko K. Koskinen 1988–1995
- Riitta-Leena Paunio 1996–2001
- Jaakko Jonkka 1998–2001
- Petri Jääskeläinen 2002–2009
- Ilkka Rautio 2001–2005
- Jukka Lindstedt 2005–2009
- Jussi Pajuoja 2009–2017
- Maija Sakslin 2010–
- Pasi Pölönen 2017–